# S.O.S. Titanic
S.O.S. Titanic is een film uit 1979 van filmregisseur William Hale, geproduceerd door EMI Films. De film vertelt het verhaal van de fatale overtocht van de RMS Titanic in 1912.

## Verhaal
Het gigantische schip de RMS Titanic verlaat de haven van Southampton op haar eerste reis naar New York, met 2200 passagiers. Wanneer de passagiers aan het genieten zijn aan boord van de Titanic, raakt het schip in een dichte mist een ijsberg. Alle passagiers willen zo snel mogelijk van boord, maar er blijken niet genoeg reddingsloepen aanwezig te zijn. Op 15 april 1912 worden 708 mensen gered, maar meer dan 1500 mensen overlijden.

## Rolverdeling
| Acteur             | Personage                   |
| ------------------ | --------------------------- |
| David Janssen      | Kolonel John Jacob Astor IV |
| Beverly Ross       | Madeleine Astor             |
| Cloris Leachman    | Margaret "Molly" Brown      |
| Susan Saint James  | Leigh Goodwin               |
| David Warner       | Lawrence Beesley            |
| Geoffrey Whitehead | Thomas Andrews              |
| Ian Holm           | J. Bruce Ismay              |
| Helen Mirren       | Stewardess Mary Sloan       |
| Harry Andrews      | Kapitein Edward J. Smith    |
| Jerry Houser       | Daniel Marvin               |

## Trivia
- S.O.S. Titanic was de eerste lange film over de Titanic in kleur.